# Парламентские выборы в Испании (2015)
Парламентские выборы в Испании 2015 года состоялись в воскресенье, 20 декабря и стали одиннадцатыми, проведёнными в соответствии с испанской Конституцией 1978 года. Были избраны все 350 членов Конгресса депутатов и 208 из 266 сенаторов. В выборах приняло участие 69,7 % зарегистрированных избирателей.
Выборы 2015 года проходили на фоне продолжающегося экономического кризиса, коррупционных скандалов, затронувших правящую партию, и растущего недоверия к традиционным партиям, завершившись в итоге формированием наиболее фрагментированного испанского парламента в его истории. Номинальным победителем выборов стала Народная партия, но завоёванные ею 123 места, наихудший в истории постфранкистской Испании результат для первой по итогам выборов партии, не позволили ей сформировать правительство. После нескольких месяцев неудачных переговоров и двух провальных инвеститур ни Народная партия, ни социалисты не смогли собрать достаточное количество голосов для обеспечения большинства, что привело к досрочным выборам в 2016 году.

## Законодательная власть
Генеральные Кортесы, орган испанской законодательной власти, которые предстояло избрать 20 декабря 2015 года, состояли из двух палат: Конгресса депутатов (нижняя палата, 350 депутатов) и Сената (верхняя палата, 208 выборных депутатов). Законодательная инициатива принадлежала обеим палатам, а также правительству, но Конгресс имел большую власть, чем Сенат. Только Конгресс мог утвердить премьер-министра или проголосовать за его отставку, и он мог отменить вето Сената абсолютным большинством голосов. Тем не менее, Сенат обладал несколькими эксклюзивными функциями, в частности, по утверждению конституционных поправок.
Премьер-министр может распустить палаты в любой момент времени — либо одну, либо обе — и назначить досрочные выборы. В противном случае, избранные депутаты и сенаторы отбывали положенный четырёхлетний срок, начиная со дня выборов. Кроме того, в случае если Конгресс депутатов в течение двух месяцев не мог избрать нового главу правительства, обе палаты должны были автоматически распускаться, что также приводило к назначению досрочных выборов.
Эта система, закреплённая Конституцией Испании 1978 года, должна была предоставить политическую стабильность правительству, а также укрепить позиции премьер-министра, предусматривая вынесение вотума недоверия только Конгрессом. Она также внедрила более эффективную защиту от изменений конституции, требуя участия в принятии поправок обеих палат, а также предусмотрев специальный процесс с более высокими порогами утверждения и строгие требования в отношении общих конституционных реформ или поправок, касающихся так называемых «защищённых положений».

## Избирательная система
В 1985 году был принят новый закон о выборах, заменивший заменил временное законодательство, действовавшее с 1977 года. Таким образом, избирательная система и все процедуры выборов, с некоторыми изменениями, были отныне прописаны в едином законе. В частности, группы избирателей получали право выдвинуть кандидатов только собрав подписи не менее 1 % зарегистрированных избирателей в конкретном районе. Голосование проходило на основе всеобщего избирательного права, с участием всех граждан старше восемнадцати. В 2007 году были введены гендерные квоты, в соответствии с которыми партийные списки должны включать не менее 40% кандидатов обоих полов, причём в каждой группе из пяти кандидатов должно быть не менее двух мужчин и двух женщин.
348 мест в Конгрессе депутатов были распределены между 50 многомандатными избирательными округами, каждый из которых соответствовал одной из 50 испанских провинций, ещё два места были предназначены для Сеуты и Мелильи. Каждая провинция имела право как минимум на два места в Конгрессе, остальные 248 мест были распределены среди 50 провинций пропорционально их населению. Места в многомандатных округах распределялись по методу д’Ондта, с использованием закрытых списков и пропорционального представительства. В каждом из многомандатных округов к распределению мандатов допускались только списки сумевшие преодолеть порог в 3 % действительных голосов, которые включали и пустые бюллетени.
208 мест в Сенате был распределены между 58 округами. Каждый из 47 округов на полуострове, имел четыре места в Сенате. Островные провинции, Балеарские и Канарские острова, были разделены на девять округов. Три больших округа, Мальорка, Гран-Канария и Тенерифе, получили по три места в Сенате, малые округа, Менорка, Ивиса—Форментера, Фуэртевентура, Гомера—Иерро, Лансароте и Пальма — по одному. Сеута и Мелилья избирали по два сенатора. В общей сложности, в Сенате насчитывалось 208 депутатов, избираемых прямым голосованием, с использованием открытого списка с частичным блоком голосования. Вместо того, чтобы голосовать за партии, избиратели отдавали голоса за отдельных кандидатов. В четырёхмандатных округах избиратели могли проголосовать не более чем за три кандидата, в трёх- и двухмандатных за двух кандидатов, в одномандатных округах за одного кандидата. Кроме того, каждое из автономных сообществ могли избрать по крайней мере одного сенатора и имели право на одно дополнительное место на каждый миллион жителей.
Политические партии, не имеющие представительства в парламенте, для выдвижения списков должны собрать подписи 0,1 % населения каждого избирательного округа.

## Предыстория
Народная партия Мариано Рахоя выиграла всеобщие выборы 2011 года, обещая решить проблемы ухудшающейся экономической ситуации в стране, в первую очередь, рост безработицы и дефицит государственного бюджета. Однако вскоре после вступления в должность популярность Народной партии в опросах общественного мнения стала падать из-за нарушение многих предвыборных обещаний.
В свои первые месяцы власти правительство Рахоя повысило налоги, провело реформу трудового законодательства с целью облегчить увольнения сотрудников, которая была встречена массовыми протестами и двумя всеобщими забастовками в марте и ноябре 2012 года, и приняло строгий государственный бюджет на 2012 год. Крах Bankia, одного из крупнейших банков Испании, в мае 2012 года привёл к резкому росту премии за риск, а уже в июне банковская система страны нуждалась в финансовой помощи от МВФ. В июле 2012 года произошло значительное сокращение государственных расходов на € 65 млрд, при этом НДС был повышен с 18 % до 21 %, несмотря на то, что сама НП выступала против этой меры, находясь в оппозиции после того, как предыдущее социалистическое правительство повысило НДС до 18 %. В течение 2012 и 2013 годов наблюдались дополнительные сокращения расходов и правовые реформы, включая сокращение бюджета систем здравоохранения и образования, реформа пенсионной системы, которая перестала гарантировать увеличение пенсий соответственно с ростом индекса потребительских цен, замораживание бонусов для государственных служащих и другие меры жёсткой экономии. Другой мерой стала налоговая амнистия 2012 года, позволившая неплательщикам налогов избежать уголовное наказание, уплатив 10 % налог, позже уменьшенный до 3 %, хотя ранее НП, находясь в оппозиции, выступала против такого подхода. Большинство из этих мер не были включены в предвыборный манифест Народной партии 2011 года, и, наоборот, многие из предусмотренных в нём обязательств не были выполнены. Рахой утверждал, что «реальность» помешала ему выполнить свою программу и что он был вынужден приспособиться к новой экономической ситуации, которую обнаружил, возглавив правительство.
Во внутренней политике в период 2011—2015 годов воспринятая регрессия в социальных и политических правах. Сокращение расходов на здравоохранение и образование способствовали увеличению неравенства среди тех, у кого не было достаточных финансовых ресурсов для оплаты этих услуг. Разрешение властей на принудительное исполнение и увеличение судебных издержек, требующих выплаты в размере от 50 до 750 евро для обжалования в судах, было названо нарушением права на эффективную судебную защиту и бесплатную юридическую помощь. Спорные сборы позже будут отменены в начале 2015 года. Новый Закон об образовании вызвал серьёзную критику со стороны баскского и каталонского региональных правительств, который назвали его законопроектом о рецентрализации, а также тех кто считал, что он приведёт к сегрегации в начальных школах. Ещё один законопроект, о безопасности граждан, был встречен негативно из-за того, что рассматривался как нарушение прав испанцев на свободу собраний и выражения мнений, новые строгие правила демонстраций были восприняты как ограничение уличных протестов. В период с 2013 по 2014 год попытка Народной партии изменить существующий закон об абортах, введя гораздо более строгие нормы, допускающими аборты только в случаях изнасилования или риска для здоровья матери, была сорвана из-за общественного возмущения и широкой критики, в том числе и внутри партии, в результате чего противник абортов, министр юстиции Альберто Руис-Галлардон, подал в отставку.

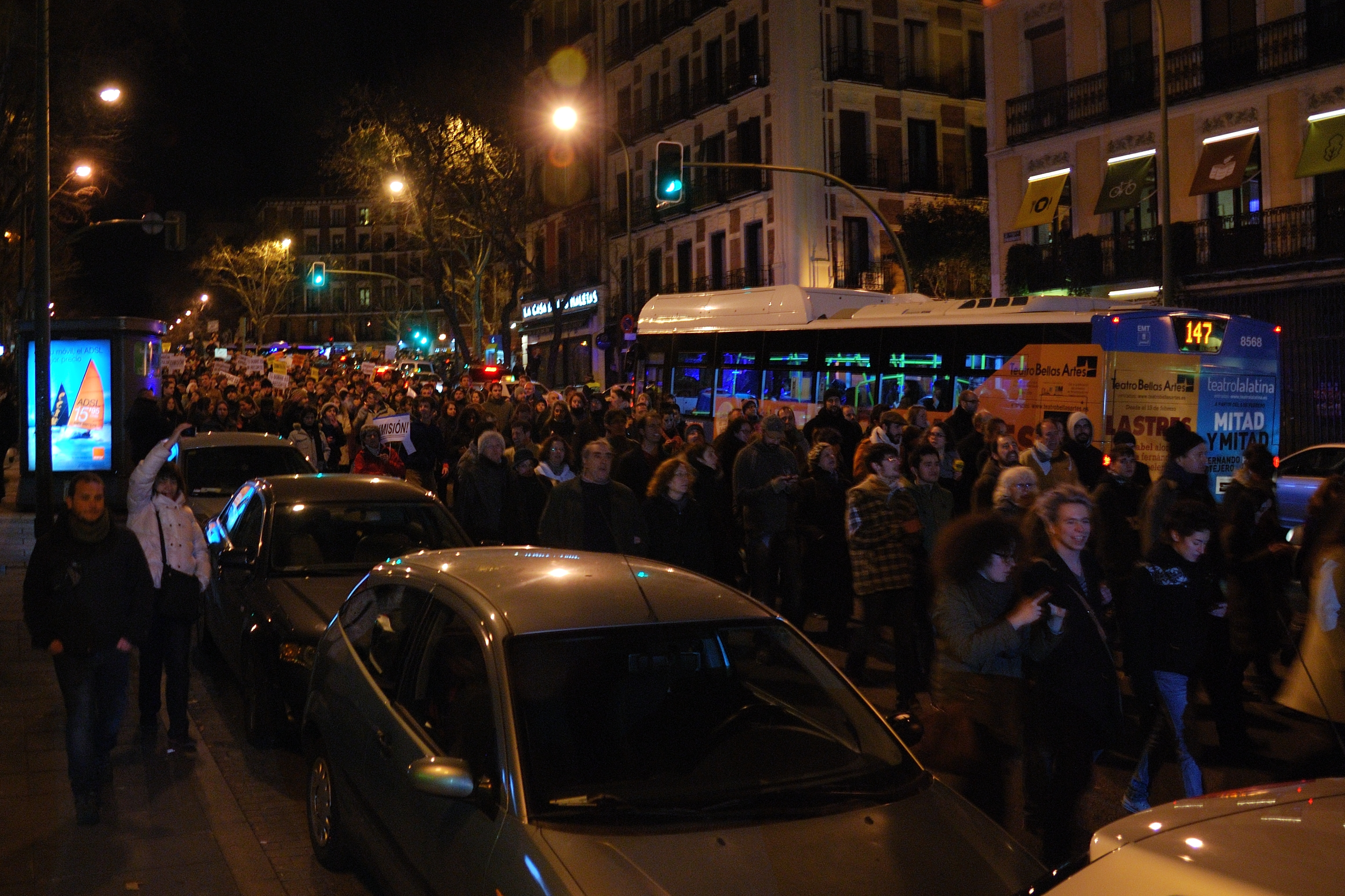
Протестующие собираются у штаб-квартиры Народной партии в Мадриде в связи с делом Барсенаса (2 февраля 2013 года)

Политическая коррупция стала одним из важнейших тем для испанцев в опросах после дела Луиса Барсенаса, казначея Народной партии и сенатора. В 2009 году он временно ушёл в отставку с поста партийного казначея в связи с обвинениями в неуплате налогов и нелегальном финансировании партии по «Делу Гюртель». В 2010 году сложил сенаторские полномочия и окончательно покинул пост казначея Народной партии. В начале 2013 года Барсенас признался, что использовал средства из нелегального фонда для выплаты ежемесячных сумм ведущим членам партии. К концу 2014 года были выявлены ещё нескольких эпизодов коррупции, имевших место в предыдущие годы, вызвав сравнения с итальянской операцией «Тангентополи» в 1990-е годы. Среди них были скандал с участием бывших руководителей и консультантов сберегательного банка Caja Madrid, среди которых были члены Народной партии, ИСРП и «Объединённых левых», а также основных профсоюзов Испании, ВСТ и РК, которые были обвинены в использовании незадекларированных «чёрных» кредитных карт для частных расходов; сообщение, что Народная партия могла потратить € 1,7 млн необъявленных денег на работах в своей национальной штаб-квартире в Мадриде в период с 2006 по 2008 год; и «Дело Пуника», крупный скандал связанный с заключением контрактов на выполнение общественных работ за откаты на сумму не менее € 250 млн, в котором оказались замешаны ряд заметных муниципальных и региональных деятелей Народной партии и ИСРП, а также большое количество политиков, чиновников и бизнесменов в сообществах Мадрид, Мурсия, Кастилия и Леон и Валенсия. Продолжающиеся расследования по «Делу Гюртель» о незаконном финансировании Мадридского и Валенсийского отделений Народной партии привела к отставке министра здравоохранения Аны Мато, оказавшейся под подозрение из-за своего бывшего мужа Хесуса Сепульведы, ранее мэра города Посуэло-де-Аларкон, замешанного в этом коррупционном скандале.
Испанская монархия также оказалась в центре общественного внимания в результате коррупционного скандала с «Институтом Ноос», затронувшего Иньяки Урдангарина и его супругу Кристину де Бурбон, дочь короля Хуана Карлоса I, заподозренных в налоговом мошенничестве и отмывании денег. Эти обвинения, в сочетании с другими скандалами, такими как общественное недовольство охотой короля Хуана Карлоса на слона во время поездки в Ботсвану в разгар экономического кризиса в 2012 году, а также проблемы монарха со здоровьем, резко ухудшили популярность испанской королевской семьи среди испанцев, что привело к отречению короля в пользу своего сына Филиппа, который в июне 2014 года стал королём Фелипе VI.
Продолжающийся в стране политический и экономический кризис вызвал ответную реакцию со стороны общества, которая оказалась неоднозначной. «Движение 15 миллионов» (исп. Movimiento 15-M) привело к увеличению уличных протестов и демонстраций, призывающих к демократизации государства, прекращению сокращений расходов и увеличению налогов, а также к отказу от двухпартийной системы. Социальная мобилизация проводилась посредством различных акций протеста, таких как «Окружать Конгресс» (исп. Rodea el Congreso), «Гражданские приливы» (исп. Mareas Ciudadanas) или «Марши достоинства» (исп. Marchas de la Dignidad). Приход к власти правых из Народной партии стал для многих каталонцев решающим доводом к борьбе за независимость Каталонии. Массовая демонстрация в Барселоне 11 сентября 2012 года, наконец, убедила ведущую в регионе партию «Демократическая конвергенция Каталонии» во главе с Артуром Маса перейти к поддержке независимости, а в ноябре 2012 года были проведены досрочные выборы, показавшие рост популярности сторонников независимости из Республиканской левой Каталонии и «Кандидатов народного единства», а также уменьшение поддержки социалистов. Наконец, снижение рейтинга правящей Народной партии и неспособность ведущей оппозиционной силы, ИСРП, восстановить потерянную поддержку проложили путь для роста новых партий, таких как «Подемос» и «Граждане», которые стали резко расти в ходе опросов общественного мнения после выборов в Европейский парламент в 2014 году. Лидер социалистов Альфредо Перес Рубалькаба подал в отставку на следующий день после Евровыборов, а в июле того же 2014 года новым главой партии был избран Педро Санчес.

## Партии и лидеры
| Партии и коалиции | Партии и коалиции                                      | Состав                                                                                     | Идеология                              | Лидер                  |
| ----------------- | ------------------------------------------------------ | ------------------------------------------------------------------------------------------ | -------------------------------------- | ---------------------- |
|                   | Народная партия (НП)                                   | Список - • НП - • СНН - • АП - • АФ - • МАФ                                                | Либеральный консерватизм               | Мариано Рахой          |
|                   | Испанская социалистическая рабочая партия (ИСРП)       | Список - • ИСРП - • ПСК - • НК - • НСЭ                                                     | Социал-демократия                      | Педро Санчес           |
|                   | Подемос—«Вместе мы можем»—«Настало время»—«Вместе»     | Список - • Подемос - • Экуо - • КзМ - • «ВММ» - • «НВ» - • «Вместе» - • ПАВ                | Левый популизм                         | Пабло Иглесиас Туррион |
|                   | «Граждане — Гражданская партия»                        |                                                                                            | Либерализм                             | Альберт Ривера         |
|                   | Объединённые левые-Народное единство                   | Список - • ОЛ - • СА - • Ассамблея - • ЛП–СА - • Астурианская левая - • КЛ - • «Сеговийцы» | Демократический социализм              | Альберто Гарсон        |
|                   | Республиканская левая Каталонии—"Каталонии — Да«       | Список - • РЛК - • «КаДа»                                                                  | Левые, каталонский индепендизм         | Габриэль Руфиан        |
|                   | «Демократия и Свобода»                                 | Список - • ДКК - • ДК - • ПИ                                                               | Каталонский индепендизм                | Франсеск Хомс          |
|                   | Баскская националистическая партия                     |                                                                                            | Баскский национализм и автономизм      | Айтор Эстебан          |
|                   | Партия против плохого обращения с животными            |                                                                                            | Права животных                         | Сильвия Баркеро        |
|                   | Объединить Страну Басков                               | Список - • «Создать» - • БС - • Аралар - • Альтернатива                                    | Левый патриотизм, баскский национализм | Икер Урбина            |
|                   | Союз, прогресс и демократия                            |                                                                                            | Социальный либерализм                  | Андрес Эрцог           |
|                   | Канарская коалиция-Канарская националистическая партия | Список - • КК - • КНП - • ГНИ                                                              | Канарский национализм                  | Ана Орамас             |
|                   | «Мы — Галисийские кандидаты»                           | Список - • ГНБ - • ГК - • ГРФ - • КПГН - • ПГД                                             | Галисийский национализм                | Карме Адан             |
|                   | Демократический союз Каталонии                         |                                                                                            | Христианская демократия                | Жосеп Антони Дуран     |
|                   | «Да — будущему»                                        | Список - • БНП - • «Расширение» - • Атаррибская группа                                     | Баскский/Наваррский национализм        | Кольдо Мартинес        |

### Альянсы
Кандидатуры ведущих партий и их союзников на парламентских выборах в Испании в 2015 году
Народная партия сохранила свой избирательный альянс с Арагонской партией, вместе с которым она выигралы выборы в Арагоне в 2011 году. В Астурии был достигнут альянс с Астурийским форумом во главе с бывшим членом Народной партии Франсиско Альвареса-Каскоса. В мае того же 2015 года Астурийский форум, переживавший внутренний раскол, провалился на региональных выборах в Астурии, на которых Народная партия была его соперником. Также было заключено соглашение с Союзом наваррского народа после переговоров. Для выборов в Сенат на острове Фуэртевентуры Народная партия объединилась с Муниципальной ассамблеей Фуэртевентуры.
Испанская социалистическая рабочая партия и «Новые Канары» объявили, что они будут совместно участвовать в выборы на Канарских островах. «Новые Канары» уже имели опыт избирательных кампаний в 2008 и 2011 годах: в 2008 году партия шла на выборы самостоятельно и осталась без мандатов, в 2011 году она выиграла 1 место в результате союза с Канарской коалицией, альянс с которой «Новые Канары» в 2015 году решили не возобновлять.
Для участия в выборах 2015 года партия Подемос создала альянсы с другими партиями в некоторых автономных сообществах. После отрицательных результатов альянса «Каталония Да, вы это можете» на сентябрьских каталонских выборах Подемос и коалиция Инициатива для Каталонии — Зелёные — Левое единство и Альтернатива пришли к соглашению с партией «Вместе за Барселону» во главе с мэром Барселоны Ада Колау, чтобы выставить общий список в Каталонии. Создатели альянса надеялись, что успехи Колау на местных выборах в Барселоне в 2015 году можно будет повторить на каталонском уровне; в случае успеха союз планировалось сохранить для будущих выборах. В Галисии Подемос, Анова и «Объединённые левые Галисии» объединились в альянс «Вместе», надеясь воспользоваться результатов местных массовых движений, так называемых «приливов» (исп. mareas), которые преуспели во всех крупнейших городах региона на майских муниципальных выборах. Коалиция, в частности, получила поддержку от ряда «приливов», таких как Marea Atlántica, Compostela Aberta или Ferrol en Común.
В Стране Валенсии Подемос и региональная коалиция «Компромисс» создали предвыборный альянс «Настало время», в котором важную роль должна была играть заместитель премьер-министра Валенсии Моника Ольтра, лидер партии Инициатива для народа Валенсии. Объединённые левые Страны Валенсии также вступили в переговоры о вступлении в альянс, но ушли после разногласий с Подемос и «Компромиссом». Кроме того, «Подемос» договорились о совместном участии в выборах в провинции Уэска с местными отделениями Народного единства в составе альянса «Поднимем Арагон вместе». В Наварре Подемос и местные коалиции «Да — будущему», Объединить Страну Басков и Левая объединились для совместного участия в выборах в Сенат, но соглашение не было распространено на выборы в Конгресс, где все четыре стороны выступали отдельно друг от друга.
В Каталонии и Галисии коалиция «Народное единство» не участвовала в выборах, так как региональные отделения «Объединённых левых» присоединились к местным альянсам «Вместе мы можем» и «Настало время», которые на национальном уровне поддерживали Подемос. «Объединённые левые» рассматривали идею о создании общенационального альянса с Подемос, но в конце концов от неё отказались. С другой стороны, экологическая партия Экуо успешно достигла соглашения с Подемос о включении представителей Экуо в списки Подемос.
В Каталонии Демократическая конвергенция Каталонии, Перегруппировка индепендистов и Демократы Каталонии, ранее входившие в альянс «Конвергенция и Союз», после провала переговоров с Республиканской левой Каталонии образовали союз «Демократия и Свобода». Демократический союз Каталонии Жосепа Антони Дурана из-за разногласий по вопросу о независимости региона разорвал многолетний союз с Демократической конвергенцией Каталонии и участвовал в выборах самостоятельно, хотя на выборах в парламент Каталонии в сентябре 2015 года, в которых Демократический союз Каталонии также участвовал самостоятельно, его представители не были избраны.
Эстремадурская коалиция и «Единая Эстремадура» вышли из коалиций соответственно с ИСРП и с Народной партией и выставили самостоятельный совместный список.

## Предвыборная кампания
Опросы общественного мнения показывали уверенное лидерство Народной партии в течение всей кампании. В начале ИСРП и «Граждане» вели борьбу за второе место, Подемос уверенно занимала четвёртое место. Однако по мере того, как разворачивалась кампания популярность Подемос росла, а Гражданской партии, наоборот, снижалась. В результате, в середине декабря социалисты застолбили за собой второе место, Подемос утвердился на третьем, а «Граждане» опустились на четвёртое.
Подемос сосредоточил свою кампанию вокруг лозунга «remontada» (в переводе с исп. — «возвращение»). После телевизионных дебатов на Atresmedia 7 декабря, в ходе которых глава Подемос Иглесиас, по мнению опрошенных, превзошёл всех остальных своих оппонентов, и после серии ошибок лидеров «Граждан», которые повлияли на кампанию их партии, рейтинг Подемос по опросам общественного мнения стал расти. 14 декабря рейтинг партии Иглесиаса опередил рейтинг Гражданскую партию и продолжал расти, приближаясь к показателям ИСРП. В результате, Подемос вступил в борьбу за второе место с социалистами, согласно опросам, проведённых, но неопубликованных испанскими СМИ из-за юридического запрета обнародовать итоги опросов в течение недели до выборов. 18 декабря, в последний день агитации, Подемос поставил заключительную точку своей кампании, организовав массовый митинг на арене Ла Фонтета в Валенсии в поддержку регионального альянса «Настало время». Девятитысячный дворец спорта был заполнен до отказа, ещё около 2000 человек были оставлены снаружи. Это было отмечено некоторыми СМИ как большой успех, поскольку ИСРП не смогла полностью заполнить ту же арену во время своего митинга 13 декабря.
Самым заметным инцидентом во время предвыборной кампании стало нападение на Мариано Рахоя во время предвыборного мероприятия в Понтеведре 16 декабря во время прогулки с министром развития Аной Пастор. 17-летний юноша подошёл к лидеру Народной партии и ударил его в висок. Нападавший был задержан охранниками премьер-министра и впоследствии доставлен в полицейский участок. Рахой, ошеломлённый ударом на несколько секунд, продолжал ходить без очков, разбитых во время инцидента. Нападавший оказался родственником жены Рахоя, сыном двоюродного брата Эльвиры Фернандес, причём его семья была известна как сторонники Народной партии.
На следующий день Рахой принял участие в заседании Европейского совета в Брюсселе, где Ангела Меркель и другие европейские лидеры выразили свою поддержку ему после нападения. Во время встречи Рахой, Меркель и другие лидеры обсудили перспективы испанских выборов. Рахой сообщил им, что, согласно опросам общественного мнения, рейтинг Подемос быстро поднимается и есть опасность того, что левые популисты станут второй политической силой страны. Меркель выразила озабоченность по поводу такого события.

### Дебаты лидеров
За предвыборный период четыре раза проходили дебаты с участием лидеров по крайней мере двух из четырёх партий, возглавляющих опросы общественного мнения (Народная партия, ИСРП, Подемос и «Граждане»).
Первые дебаты была организованы Ассоциацией «Демос» в Мадридском университете Карла III 27 ноября. Были приглашены руководители четырёх основных партий, но в итоге присутствовали только Пабло Иглесиас (Подемос) и Альберт Ривера («Граждане»). Дебаты транслировались в прямом эфире на YouTube.
Вторые дебаты состоялись 30 ноября. Они были организованы газетой El País и транслировалось в прямом эфире сайтами El País и Cinco Días, радиостанцией Cadena SER и 13 телеканалами. В дебатах приняли участие Педро Санчес (ИСРП), а также Иглесиас и Ривера. Мариано Рахой (Народная партия) также был приглашён, но отклонил предложение. По словам организаторов, Народная партия предложила вместо Рахоя направить вице-премьер-министра Сорайю Саэнс де Сантамарию, но ей было отказано, поскольку она «не была кандидатом от партии на пост премьер-министра». Онлайн-опрос, проведённый El País сразу после дебатов среди своих читателей, показал, что Иглесиас получил поддержку 47,0 %, за ним следуют Ривера с 28,9 % и Санчес с 24,1 %.
Третьи, телевизионные дебаты были организованы Atresmedia 7 декабря и транслировалась в прямом эфире одновременно телеканалами Antena 3 и LaSexta, а также радиостанцией Onda Cero. Рахой вновь был приглашён на дебаты, но Народная партия в очередной раз решила прислать вместо него Саэнс де Сантамарию. Аудитория теледебатов составила в среднем 9,2 миллиона человек. Онлайн-опросы, проведённые сразу же после дебатов крупными газетами, вновь зафиксировали победу Иглесиаса, а политические эксперты и журналисты указали на его сильные результаты.
14 декабря состоялись четвёртые, заключительные дебаты, организованные Академией телевидения. Транслировать их было предложено всем заинтересованным СМИ, в частности, дебаты в прямом эфире показывали общенациональные телеканалы La 1, Canal 24 Horas, Antena 3, LaSexta и другими, всего тринадцать телеканавло TV. Иглесиас и Ривера не были приглашены на дебаты, в которых участвовали только Рахой и Санчес. Аудитория составила в среднем 9,7 миллиона. Согласно опросу, проведённому Atresmedia сразу после дебатов, 34,5 % заявили, что ни один из их участников не выиграл, Санчесу победу присудили 33,7 %, Рахою 28,8 % и обоим — 3,0 %.

### Слоганы
| Партии и коалиции | Партии и коалиции                                      | Оригинал                                         | Перевод                                                     | Примечания              |
| ----------------- | ------------------------------------------------------ | ------------------------------------------------ | ----------------------------------------------------------- | ----------------------- |
|                   | Народная партия                                        | исп. España en serio                             | Испания серьезно                                            | [ 106 ] [ 107 ]         |
|                   | Испанская социалистическая рабочая партия              | исп. Un futuro/Un presidente para la mayoría     | Будущее/Президент для большинства                           | [ 106 ] [ 107 ] [ 108 ] |
|                   | Подемос                                                | исп. Un país contigo                             | Страна с тобой                                              | [ 106 ] [ 107 ] [ 109 ] |
|                   | Граждане — Гражданская партия                          | исп. Con ilusión                                 | С надеждой                                                  | [ 106 ] [ 107 ]         |
|                   | Народное единство                                      | исп. Por un nuevo país                           | За новую страну                                             | [ 106 ] [ 107 ]         |
|                   | Республиканская левая Каталонии—"Каталонии — Да«       | кат. Defensa el teu voto                         | Защитите свой голос                                         | [ 106 ] [ 107 ]         |
|                   | »Демократия и Свобода«                                 | кат. (Im)Possible                                | (Не)Возможно                                                | [ 106 ] [ 107 ] [ 110 ] |
|                   | Баскская националистическая партия                     | баск. Lehenik Euskadi. Euskadi es lo que importa | Страна Басков превыше всего. Страна Басков — вот, что важно | [ 106 ] [ 107 ] [ 111 ] |
|                   | »Объединить Страну Басков«                             | баск. Bildu erabakira                            | Присоединяйтесь к решению                                   | [ 106 ] [ 111 ]         |
|                   | Союз, прогресс и демократия                            | исп. Más España                                  | Больше Испании                                              | [ 106 ] [ 107 ]         |
|                   | Канарская коалиция-Канарская националистическая партия | исп. Luchar por Canarias                         | Борись за Канары                                            | [ 106 ]                 |
|                   | »Мы — Галисийские кандидаты"                           | галис. A forza do noso pobo                      | Сила наших людей                                            | [ 106 ]                 |
|                   | Демократический союз Каталонии                         | исп. Solucións!                                  | Решения!                                                    | [ 106 ] [ 107 ] [ 112 ] |

## Опросы
Результаты предвыборных опросов общественного мнения приведены в таблице ниже в обратном хронологическом порядке, показывая самые последние первыми. Приведены последние даты опроса, а не дата публикации. Если такая дата неизвестна, указана дата публикации. Самый высокий процент в каждом опросе отображается жирным шрифтом и выделен цветом ведущего участника. Колонка справа показывает разницу между двумя ведущими партиями в процентных пунктах. Если конкретный опрос не показывает данные для какой-либо из партий, ячейки этой партии, соответствующая данному опросу показана пустой. Светло-зелёным цветом выделены экзит-поллы, светло-розовым — опрос, проведённый после даты официального запрета публикации итогов опросов общественного мнения, светло-жёлтым — многосценарные прогнозы.
| Организация                                                                  | Дата            | Народная партия | Испанская социалистическая рабочая партия | Объединённые левые | Союз, прогресс и демократия | Демократия и свобода · Демократический союз Каталонии | „Объединить Страну Басков“ |     | Республиканская левая Каталонии | „Граждане“ | „Подемос“+союзники | Предел погрешности | Количество опрошенных | Разница |  |  |
| ---------------------------------------------------------------------------- | --------------- | --------------- | ----------------------------------------- | ------------------ | --------------------------- | ----------------------------------------------------- | -------------------------- | --- | ------------------------------- | ---------- | ------------------ | ------------------ | --------------------- | ------- |  |  |
| Организация                                                                  | Дата            |                 |                                           |                    |                             |                                                       |                            |     |                                 |            |                    |                    |                       |         |  |  |
| Итоги выборов                                                                | 20 декабря 2015 | 28,7            | 22,0                                      | 3,7                | 0,6                         | ДиС: 2,3 ДСК: 0,3                                     | 0,9                        | 1,2 | 2,4                             | 13,9       | 20,7               |                    |                       | 6,7     |  |  |
|                                                                              |                 |                 |                                           |                    |                             |                                                       |                            |     |                                 |            |                    |                    |                       |         |  |  |
| TNS Demoscopia Архивная копия от 1 декабря 2017 на Wayback Machine           | 20 декабря 2015 | 26,8            | 20,5                                      | 4,1                |                             | ДиС: 1,7                                              | 1,0                        | 1,1 | 2,5                             | 15,2       | 21,7               | ±0,2 pp            | 177 000               | 5,1     |  |  |
| TNS Demoscopia (16:30)                                                       | 20 декабря 2015 | 27,3            | 21,1                                      | 4,0                |                             |                                                       |                            |     |                                 | 14,6       | 21,6               |                    |                       | 5,7     |  |  |
| TNS Demoscopia Архивная копия от 5 марта 2016 на Wayback Machine (15:30)     | 20 декабря 2015 | 28,9            | 22,6                                      |                    |                             |                                                       |                            |     |                                 | 13,5       | 20,9               |                    |                       | 6,3     |  |  |
| Redondo & Asociados Архивная копия от 1 декабря 2017 на Wayback Machine      | 19 декабря 2015 | 28,3            | 20,7                                      | 3,3                | 0,3                         | ДиС: 1,8                                              | 1,2                        | 1,4 | 1,7                             | 16,6       | 19,5               | ±2,3 pp            | 1 790                 | 7,6     |  |  |
| GESOP                                                                        | 19 декабря 2015 | 26,6            | 20,1                                      | 4,0                |                             |                                                       |                            |     |                                 | 15,3       | 21,5               | ±3,2 pp            | 950                   | 5,1     |  |  |
| GESOP                                                                        | 18 декабря 2015 | 26,6            | 20,8                                      | 4,4                |                             |                                                       |                            |     |                                 | 15,5       | 20,1               | ±3,5 pp            | 800                   | 5,8     |  |  |
| GAD3 Архивная копия от 4 марта 2016 на Wayback Machine                       | 18 декабря 2015 | 28,1            | 20,4                                      | 4,3                |                             | ДиС: 1,8                                              | 0,9                        | 1,3 | 2,7                             | 14,9       | 21,1               | ±1,2 pp            | 7 000                 | 7,0     |  |  |
| GESOP                                                                        | 17 декабря 2015 | 25,8            | 21,4                                      | 3,8                |                             |                                                       |                            |     |                                 | 16,0       | 20,4               | ±3,6 pp            | 750                   | 4,4     |  |  |
| GESOP                                                                        | 16 декабря 2015 | 26,2            | 21,0                                      | 3,7                |                             |                                                       |                            |     |                                 | 15,9       | 20,4               | ±3,7 pp            | 700                   | 5,2     |  |  |
| Redondo & Asociados Архивная копия от 22 декабря 2016 на Wayback Machine     | 16 декабря 2015 | 28,0            | 21,4                                      |                    |                             |                                                       |                            |     |                                 | 17,4       | 19,8               | ±2,5 pp            | 1 500                 | 6,6     |  |  |
| GESOP                                                                        | 15 декабря 2015 | 25,4            | 20,6                                      | 4,5                |                             |                                                       |                            |     |                                 | 16,3       | 19,6               | ±3,8 pp            | 650                   | 4,8     |  |  |
| GESOP Архивная копия от 14 октября 2017 на Wayback Machine                   | 14 декабря 2015 | 25,4            | 20,9                                      | 4,8                |                             |                                                       |                            |     |                                 | 17,2       | 19,0               | ±3,7 pp            | 700                   | 4,5     |  |  |
| GAD3 Архивная копия от 4 марта 2016 на Wayback Machine                       | 14 декабря 2015 | 28,6            | 21,0                                      | 3,9                |                             | ДиС: 2,4                                              | 1,1                        | 1,3 | 2,3                             | 17,6       | 17,9               | ±1,8 pp            | 3 200                 | 7,6     |  |  |
| Encuestamos                                                                  | 14 декабря 2015 | 26,9            | 22,8                                      | 4,0                |                             | ДиС: 1,9                                              | 1,1                        | 1,4 | 2,2                             | 17,0       | 18,4               | ±2,2 pp            | 2 000                 | 4,1     |  |  |
| GIPEyOP                                                                      | 14 декабря 2015 | 24,5            | 21,3                                      | 3,8                | 0,9                         | ДиС: 2,7 ДСК: 0,3                                     | 1,2                        | 1,2 | 3,2                             | 16,5       | 19,9               | ±0,8 pp            | 14 005                | 3,2     |  |  |
| Jaime Miquel & Asociados Архивная копия от 1 декабря 2017 на Wayback Machine | 13 декабря 2015 | 27,7            | 18,6                                      | 3,1                | 0,3                         | ДиС: 2,3                                              | 1,0                        | 1,3 | 2,1                             | 20,1       | 18,0               |                    |                       | 7,6     |  |  |
| TNS Demoscopia                                                               | 13 декабря 2015 | 28,9            | 18,9                                      | 4,8                |                             |                                                       |                            |     |                                 | 20,0       | 17,3               | ±3,0 pp            | 1 017                 | 8,9     |  |  |
| GESOP Архивная копия от 4 июля 2017 на Wayback Machine                       | 12 декабря 2015 | 25,2            | 20,8                                      |                    |                             |                                                       |                            |     |                                 | 18,0       | 18,4               | ±3,5 pp            | 800                   | 4,4     |  |  |
| NC Report                                                                    | 12 декабря 2015 | 29,9            | 22,0                                      | 3,3                | 0,3                         | ДиС: 1,9 ДСК: 0,6                                     | 1,1                        | 1,0 | 2,0                             | 18,1       | 16,3               | ±1,8 pp            | 3 000                 | 7,9     |  |  |
| Celeste-Tel (недоступная ссылка)                                             | 11 декабря 2015 | 27,8            | 22,5                                      | 3,5                | 0,4                         | ДиС: 2,0                                              | 1,1                        | 1,1 | 2,0                             | 18,0       | 16,9               | ±3,1 pp            | 1 100                 | 5,3     |  |  |
| Demoscopia y Servicios Архивная копия от 25 августа 2017 на Wayback Machine  | 11 декабря 2015 | 28,8            | 19,7                                      | 2,7                | 0,2                         | ДКК: 1,2                                              |                            |     |                                 | 19,9       | 17,9               | ±2,5 pp            | 1 500                 | 8,9     |  |  |
| Simple Lógica                                                                | 11 декабря 2015 | 27,0            | 18,2                                      | 5,2                | 0,6                         | 2,0                                                   |                            | 0,7 |                                 | 20,9       | 17,2               | ±2,2 pp            | 1 005                 | 6,1     |  |  |
| HM-AI Архивная копия от 1 декабря 2017 на Wayback Machine                    | 11 декабря 2015 | 26,5            | 22,7                                      | 3,2                | 0,5                         | ДиС: 1,7                                              | 1,0                        | 1,1 | 2,0                             | 20,3       | 18,1               | ±2,8 pp            | 1 206                 | 3,8     |  |  |
| GAD3 Архивная копия от 22 декабря 2015 на Wayback Machine                    | 11 декабря 2015 | 28,3            | 21,2                                      | 4,1                | 0,3                         | ДиС: 2,4 ДСК: 0,2                                     | 1,1                        | 1,3 | 2,3                             | 18,1       | 17,6               | ±1,2 pp            | 7 300                 | 7,1     |  |  |
| Metroscopia Архивная копия от 19 июня 2017 на Wayback Machine                | 10 декабря 2015 | 25,3            | 21,0                                      | 5,0                |                             |                                                       |                            |     |                                 | 18,2       | 19,1               | ±1,9 pp            | 2 800                 | 4,3     |  |  |
| IBES Архивная копия от 1 декабря 2017 на Wayback Machine                     | 10 декабря 2015 | 27,7            | 20,5                                      | 4,3                | 0,3                         | ДиС: 2,1 ДСК: 0,5                                     | 1,1                        | 1,1 | 2,1                             | 19,8       | 16,2               | ±2,5 pp            | 1 800                 | 7,2     |  |  |
| My Word Архивная копия от 20 мая 2016 на Wayback Machine                     | 9 декабря 2015  | 26,5            | 21,7                                      | 4,0                | 1,0                         |                                                       |                            |     |                                 | 18,6       | 17,0               | ±2,5 pp            | 1 500                 | 4,8     |  |  |
| Sigma Dos Архивная копия от 29 августа 2017 на Wayback Machine               | 9 декабря 2015  | 27,2            | 20,3                                      | 3,7                |                             | ДиС: 2,4                                              | 1,1                        | 1,2 | 2,5                             | 19,6       | 18,4               | ±1,3 pp            | 8 350                 | 6,9     |  |  |
| Redondo & Asociados Архивная копия от 10 июня 2016 на Wayback Machine        | 9 декабря 2015  | 28,3            | 20,8                                      | 3,3                | 0,3                         | ДиС: 2,1                                              | 1,1                        | 1,4 | 2,0                             | 19,8       | 16,6               | ±2,5 pp            | 1 500                 | 7,5     |  |  |
| DYM Архивная копия от 2 июля 2017 на Wayback Machine                         | 9 декабря 2015  | 26,7            | 17,0                                      | 6,3                |                             |                                                       |                            |     |                                 | 23,2       | 19,1               | ±3,2 pp            | 1 012                 | 3,5     |  |  |
| Invymark Архивная копия от 1 декабря 2017 на Wayback Machine                 | 7 декабря 2015  | 29,0            | 18.9                                      | 3,6                |                             |                                                       |                            |     |                                 | 18,9       | 17,2               |                    |                       | 10,1    |  |  |
| Encuestamos                                                                  | 7 декабря 2015  | 26,7            | 24,9                                      | 4,9                |                             | ДиС: 1,9                                              | 1,0                        | 1,5 | 2,2                             | 16,2       | 16,4               | ±2,3 pp            | 1 800                 | 1,8     |  |  |
| Jaime Miquel & Asociados Архивная копия от 21 июня 2017 на Wayback Machine   | 6 декабря 2015  | 26,6            | 18,8                                      | 3,1                | 0,3                         | ДиС: 2,2                                              | 1,0                        | 1,2 | 2,0                             | 21,2       | 16,6               |                    |                       | 5,4     |  |  |
| TNS Demoscopia                                                               | 6 декабря 2015  | 27,9            | 20,4                                      | 4,3                |                             |                                                       |                            |     |                                 | 21,9       | 15,1               | ±3 pp              | 1 035                 | 6,0     |  |  |
| A+M Архивная копия от 14 июня 2017 на Wayback Machine                        | 4 декабря 2015  | 28,1            | 21,0                                      | 3,8                |                             | ДиС: 1,6                                              | 1,4                        | 1,4 | 1,8                             | 21,0       | 15,1               | ±1,4 pp            | 5 000                 | 7,1     |  |  |
| Sondaxe Архивная копия от 1 декабря 2017 на Wayback Machine                  | 4 декабря 2015  | 27,8            | 19,4                                      | 3,6                |                             | ДиС: 3,0                                              | 0,7                        | 1,2 | 2,1                             | 19,9       | 18,2               | ±3,1 pp            | 1 000                 | 7,9     |  |  |
| Celeste-Tel Архивная копия от 15 августа 2017 на Wayback Machine             | 4 декабря 2015  | 27,9            | 22,9                                      | 3,8                | 0,3                         | ДиС: 2,0                                              | 1,0                        | 1,2 | 1,9                             | 18,6       | 16,1               | ±3,1 pp            | 1 100                 | 5,0     |  |  |
| NC Report                                                                    | 4 декабря 2015  | 29,8            | 22,7                                      | 3,7                | 0,3                         | ДиС: 2,1 ДСК: 0,6                                     | 1,0                        | 1,2 | 2,0                             | 17,8       | 15,6               | ±2,6 pp            | 1 500                 | 7,1     |  |  |
| Sigma Dos Архивная копия от 1 декабря 2017 на Wayback Machine                | 3 декабря 2015  | 27,5            | 19,4                                      | 4,0                |                             | ДиС: 2,0                                              |                            | 1,0 | 2,0                             | 21,6       | 17,2               | ±2,3 pp            | 1 800                 | 5,9     |  |  |
| GAD3 Архивная копия от 4 марта 2016 на Wayback Machine                       | 3 декабря 2015  | 28,2            | 21,5                                      | 3,7                | 0,3                         | ДКК: 2,5 ДСК: 0,2                                     | 1,1                        | 1,5 | 2,2                             | 17,9       | 16,6               | ±1,3 pp            | 5 700                 | 6,7     |  |  |
| Encuestamos                                                                  | 1 декабря 2015  | 26,5            | 25,2                                      | 5,3                |                             | ДиС: 1,9                                              | 1,1                        | 1,4 | 2,2                             | 15,8       | 16,3               | ±2,3 pp            | 1 800                 | 1,3     |  |  |
| Redondo & Asociados Архивная копия от 1 декабря 2017 на Wayback Machine      | 1 декабря 2015  | 28,1            | 21,5                                      | 3,9                |                             | ДиС: 2,0                                              | 1,1                        | 1,3 | 2,1                             | 20,2       | 15,3               | ±2,5 pp            | 1 500                 | 6,6     |  |  |
|                                                                              |                 |                 |                                           |                    |                             |                                                       |                            |     |                                 |            |                    |                    |                       |         |  |  |

## Результаты

### Конгресс депутатов

Распределение мест среди партий:
Народная партия: 123
ИСРП: 90
Подемос и союзники: 69
Граждане: 40
РЛК: 9
Демократия и свобода: 8
БНП: 6
Объединённые левые: 2
«Левые Страны Басков»: 2
Канарская коалиция: 1

Распределение голосов за Народную партию (от 8 % до 47 %)

Распределение голосов за «Подемос» (от 11 % 28 %)

Распределение голосов за партию «Граждане» (от 3 % до 19 %)

Полужирным шрифтом выделены партии и коалиции, завоевавшие хотя бы одно место в Конгрессе депутатов.
| Партии и коалиции                                                                            | Партии и коалиции                                        | Партии и коалиции                                               | Лидер                                 | Голоса      | Голоса | Голоса | Места | Места |
| Партии и коалиции                                                                            | Партии и коалиции                                        | Партии и коалиции                                               | Лидер                                 | Голоса      | %      | ±п.п.  | Места | +/−   |
| -------------------------------------------------------------------------------------------- | -------------------------------------------------------- | --------------------------------------------------------------- | ------------------------------------- | ----------- | ------ | ------ | ----- | ----- |
|                                                                                              | Народная партия                                          | исп. Partido Popular, PP                                        | Мариано Рахой                         | 7 236 965   | 28,71  | ▼15,92 | 123   | ▼63   |
|                                                                                              | Испанская социалистическая рабочая партия                | исп. Partido Socialista Obrero Español, PSOE                    | Педро Санчес                          | 5 545 315   | 20,00  | ▼6,76  | 90    | ▼20   |
|                                                                                              | «Граждане — Гражданская партия»                          | исп. Ciudadanos-Partido de la Ciudadanía, Cs                    | Альберт Ривера                        | 3 514 528   | 13,94  | новая  | 40    | ▲40   |
|                                                                                              | «Подемос»                                                | исп. Podemos                                                    | Пабло Иглесиас                        | 3 198 584   | 12,69  | новая  | 42    | ▲42   |
|                                                                                              | «Вместе мы можем»                                        | кат. En Comú Podem, ECP                                         | Шавье Доменек                         | 929 880     | 3,69   | ▲2,54  | 12    | ▲9    |
|                                                                                              | «Объединённые левые — Народное единство»                 | исп. La Izquierda Plural IP                                     | Альберто Гарсон                       | 926 783     | 3,68   | ▲1,81  | 2     | ▼6    |
|                                                                                              | «Настало время»                                          | вал. És el moment                                               | Моника Олтра                          | 673 549     | 2,67   | ▲2,16  | 9     | ▼8    |
|                                                                                              | Республиканская левая Каталонии—«Каталонии — Да»         | кат. Esquerra Republicana de Catalunya–Catalunya Sí, ERC-CAT SÍ | Габриэль Руфиан                       | 601 782     | 2,39   | ▲1,36  | 9     | ▲6    |
|                                                                                              | Демократия и свобода                                     | кат. Democràcia i Llibertat, DiL                                | Франсеск Хомс                         | 567 253     | 2,25   | ▼1,92  | 8     | ▼8    |
|                                                                                              | «Вместе»                                                 | галис. En Marea                                                 | Луис Вильярес                         | 410 698     | 1,63   | ▲1,31  | 6     | ▲6    |
|                                                                                              | Баскская националистическая партия                       | баск. Euzko Alderdi Jeltzalea, EAJ                              | Айтор Эстебан                         | 302 316     | 1,20   | ▼0,13  | 6     | ▲1    |
|                                                                                              | Партия против боёв быков и плохого обращения с животными | исп. Partido Antitaurino Contra el Maltrato Animal, PACMA       | Сильвия Баркеро                       | 220 369     | 0,87   | ▲0,45  | 0     | —     |
|                                                                                              | «Объединить Страну Басков»                               | баск. Euskal Herria Bildu, EH Bildu                             | Икер Урбина                           | 219 125     | 0,87   | ▲0,50  | 2     | ▼5    |
|                                                                                              | Союз, прогресс и демократия                              | исп. Unión Progreso y Democracia, UPyD                          | Андрес Эрцог                          | 155 153     | 0,62   | ▼4,08  | 0     | ▼5    |
|                                                                                              | Канарская коалиция—КНП                                   | исп. Coalición Canaria—Partido Nacionalista Canario, CC—PNC     | Ана Орамас                            | 81 917      | 0,32   | ▼0,27  | 1     | ▼1    |

Распределение голосов за ИСРП (от 12 % до 39 %)

|                                                                                              | «Мы — Галисийские кандидаты»                             | галис. Nós - Candidatura Galega                                 | Карме Адан                            | 184 037     | 0,76   | ▲0,07  | 0     | ▼2    |
|                                                                                              | Демократический союз Каталонии                           | кат. Unió Democràtica de Catalunya, UDC                         | Жосеп Антони Дуран                    | 65 388 0.26 | 0,26   | новая  | 0     | ▼6    |
|                                                                                              | «Голос»                                                  | исп. Vox                                                        | Сантьяго Абаскаль                     | 58 114      | 0,23   | новая  | 0     | —     |
|                                                                                              | «Ноль сокращений»—«Зелёная группа»                       | исп. Recortes Cero—Grupo Verde                                  | Нурия Суарес                          | 48 675      | 0,19   | новая  | 0     | —     |
|                                                                                              | «Больше для Мальорки»                                    | кат. Més per Mallorca, MÉS                                      | Антони Жосеп Вержер                   | 33 877      | 0,13   | новая  | 0     | —     |
|                                                                                              | Коммунистическая партия народов Испании                  | исп. Partido Comunista de los Pueblos de España, PCPE           | Эдуардо Корралес                      | 31 179      | 0,12   | ▲0,01  | 0     | —     |
|                                                                                              | «Да — будущему»                                          | баск. Geroa Bai                                                 | Кольдо Мартинес Урионабарренечеа      | 30 642      | 0,12   | ▼0,05  | 0     | ▼1    |
|                                                                                              | Партии, набравшие менее 0,1 % голосов                    | Партии, набравшие менее 0,1 % голосов                           | Партии, набравшие менее 0,1 % голосов | 97 723      | 0,39   | ▼0,18  | 0     | —     |
|                                                                                              | Пустые бюллетени                                         | Пустые бюллетени                                                | Пустые бюллетени                      | 88 132      | 0,75   | ▼0,62  |       |       |
|                                                                                              |                                                          |                                                                 |                                       |             |        |        |       |       |
| Всего                                                                                        | Всего                                                    | Всего                                                           | Всего                                 | 25 438 532  | 100,00 |        | 350   | —     |
| Недействительные голоса                                                                      | Недействительные голоса                                  | Недействительные голоса                                         | Недействительные голоса               | 227 219     | 0,89   | ▼0,40  |       |       |
| Зарегистрировано / Явка                                                                      | Зарегистрировано / Явка                                  | Зарегистрировано / Явка                                         | Зарегистрировано / Явка               | 36 511 848  | 69,67  | ▲0,73  |       |       |
|                                                                                              |                                                          |                                                                 |                                       |             |        |        |       |       |
| Источник: Ministerio del Interior Архивная копия от 22 января 2022 на Wayback Machine (исп.) |                                                          |                                                                 |                                       |             |        |        |       |       |

1. ↑  В том числе, 2 депутата от Союза наваррского народа и 1 от Астурийского форума
2. ↑  В том числе, 9 депутатов от Партии социалистов Каталонии, 5 от Социалистической партии Страны Басков—«Левые Страны Басков» и 1 от «Новых Канар»
3. ↑  Партия была создана в 2006 году, но не участвовала в выборах 2011 года
4. ↑  Из них, 34 депутата от «Подемос», 3 от «Экуо[исп.]», 1 от «Вызов для Мадрида», 4 независимых
5. ↑  Коалиция «Инициативы для Каталонии—Зелёных», «Объединённых левых и альтернативы», «Подемос», «Экуо[исп.]» и «Вместе за Барселону». Результаты сравниваются с итогами выборов 2011 года для «Объединённых левых и альтернативы» и «Инициативы для Каталонии—Зелёных»
6. ↑  Из них, 4 депутата от «Вместе за Барселону», 3 от «Инициативы для Каталонии—Зелёные», по 2 от «Подемос» и «Инициативы[кат.]», 1 независимый
7. ↑  Коалиция «Объединённых левых» и гражданской платформы «Теперь вместе[исп.]» при участии независимых. Результаты сравниваются с итогами выборов 2011 года для «Плюралистической левой», не включающих результаты в Каталонии и Галисии
8. ↑  Объединённый список „Подемос“ и коалиции «Компромисс»[исп.]. Результаты сравниваются с итогами выборов 2011 года для коалиции «Компромисс»—«Экуо[англ.]»
9. ↑  Из них, 4 депутата от «Подемос», по 2 от БЛОКа[исп.] и Инициативы[исп.], 1 независимый
10. ↑  Коалиция Республиканской левой Каталонии и гражданской платформы «Каталонии — Да»[кат.]
11. ↑  Из них, 7 депутатов от ДКК и 1 от Демократов Каталонии
12. ↑  Коалиция «Подемос», Анова—Националистическое братство, Объединённых левых Галисии и ряда муниципальных союзов. Результаты сравниваются с итогами выборов 2011 года для «Объединённых левых Галисии»
13. ↑  Из них, по 2 депутата от «Подемос» и «Ановы», 1 от «Объединённых левых Галисии» и 1 независимый
14. ↑  Преемник коалиции Амайур, включала партии «Создать[баск.]», «Баскская солидарность», «Аралар[баск.]», «Альтернатива[баск.]» и независимых левых националистов
15. ↑  Из них, 5 независимых, по 1 от «Солидарности» и «Аралар»
16. ↑  Преемник блока Канарская коалиция—«Новые Канары»—КНП
17. ↑  1 депутат от Канарской коалиции
18. ↑  Коалиция Галисийского националистического блока (ГНБ), Галисийской коалиции, Галисийского рабочего фронта, Партии галисийских коммунистов и Партии галисийцев. Результаты сравниваются с итогами выборов 2011 года для ГНБ
19. ↑  Коалиция социально-политического и культурного движения «Ноль сокращений» и «Зелёные—Зелёной группы» при поддержке Коммунистического единства Испании
20. ↑  Коалиция балеарских социалистов, каталонских националистов и зелёных Балеарских островов
21. ↑  Коалиция в Наварре партий БНП, «Расширение» и Атаррибская группа
22. ↑  "Пи — Предложение для островов (Балеарские острова), Граждане демократического центра, «Пустые места», Испанская фаланга, «Левая—Зелёная», «Мы — валенсийцы», «За более справедливый мир», «Интернациональная солидарность и самоуправление», «Зелёные — Экопацифисты» (Умеренный центр), Партия земли, Канары решают: Зелёные, Народое единство и Республиканская альтернатива, Либертарианская партия, Гуманистическая партия, «Теперь Валенсия» (коалиция Зелёных Страны Валенсия и Валенсийской националистической левой), «Единая Эстремадура»—Эстремадурская коалиция, Испанская коммунистическая рабочая партия, «Национальная демократия», Феминистская инициатива, Регионалистская партия Страны Леон, «Позитив» (Каталония), Единство свободных граждан, Объединённые сельские жители, «Свободная Наварра», «Валенсийцы, вперёд», «Малага сама», Партия семьи и жизни, Единство андалусийцев Хаэна, Независимый Арагон, Демократический форум, «решаем», Социальная справедливость и участие граждан, «Смерть Системе», Партия правых либералов, «Добро пожаловать»

### Сенат

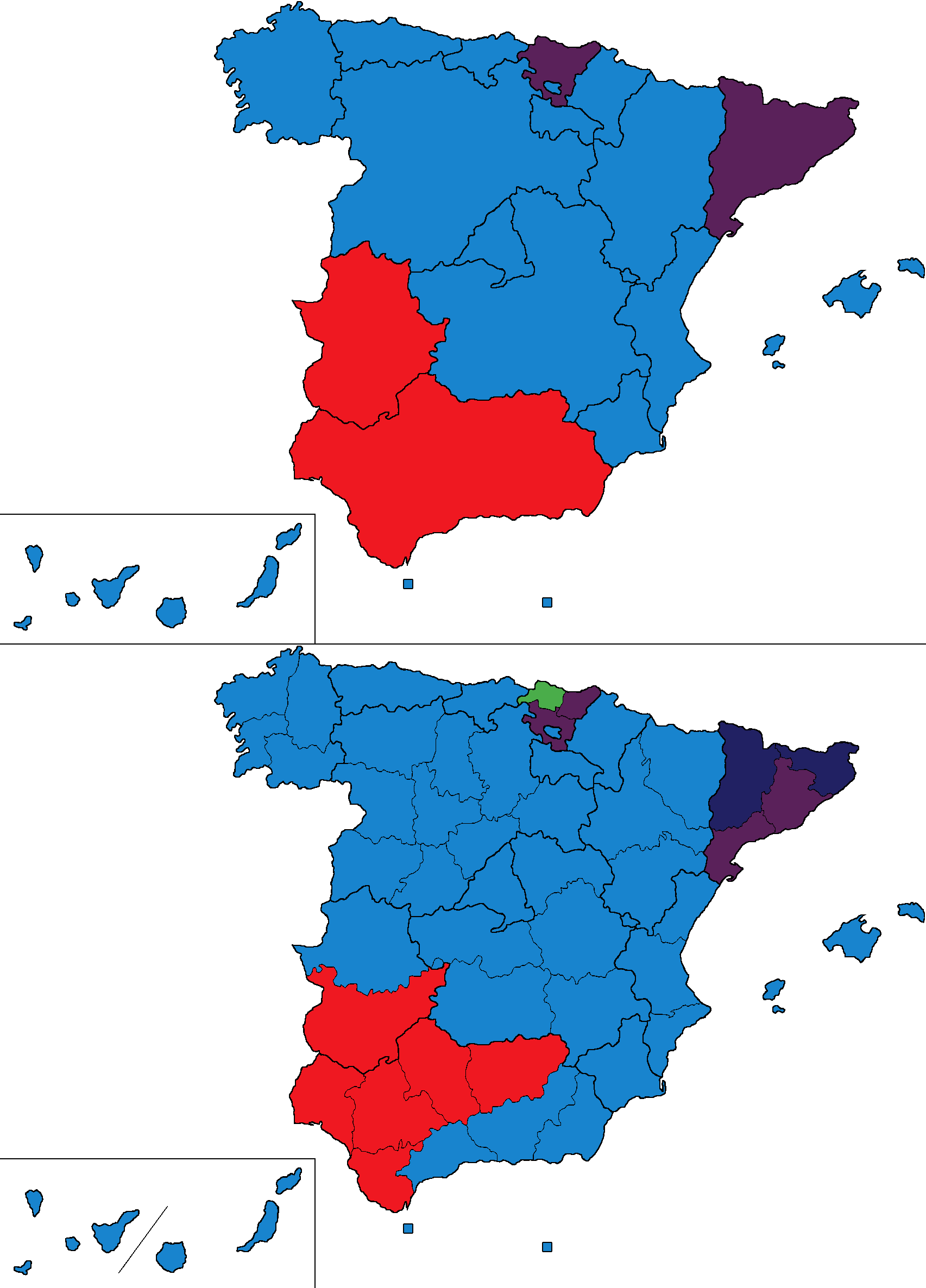
Победители голосования в автономных сообществах и провинциях
Народная партия
Испанская социалистическая рабочая партия
Подемос
Демократия и свобода
Баскская националистическая партия

В выборах 208 сенаторов приняли участие 24 921 656 человек (68,26 %). Недействительных бюллетеней — 801 743 (3,22 %), пустых бюллетеней — 979 371 (4,06 %).
| Партии и коалиции                                                                          | Партии и коалиции                                | Партии и коалиции                                               | Лидер                     | Места | Места |
| Партии и коалиции                                                                          | Партии и коалиции                                | Партии и коалиции                                               | Лидер                     | Места | +/−   |
| ------------------------------------------------------------------------------------------ | ------------------------------------------------ | --------------------------------------------------------------- | ------------------------- | ----- | ----- |
|                                                                                            | Народная партия                                  | исп. Partido Popular, PP                                        | Мариано Рахой             | 124   | ▼12   |
|                                                                                            | Испанская социалистическая рабочая партия        | исп. Partido Socialista Obrero Español, PSOE                    | Альфредо Перес Рубалькаба | 47    | ▼7    |
|                                                                                            | «Подемос»                                        | исп. Podemos                                                    | Пабло Иглесиас            | 16    | ▲15   |
|                                                                                            | Республиканская левая Каталонии—"Каталонии — Да" | кат. Esquerra Republicana de Catalunya–Catalunya Sí, ERC-CAT SÍ | Габриэль Руфиан           | 6     | ▲6    |
|                                                                                            | Баскская националистическая партия               | баск. Euzko Alderdi Jeltzalea, EAJ                              | Айтор Эстебан             | 6     | ▲2    |
|                                                                                            | Демократия и свобода                             | кат. Democràcia i Llibertat, DiL                                | Франсеск Хомс             | 6     | ▼1    |
|                                                                                            | «Перемены»                                       | исп. Cambio—баск. Aldaketa                                      |                           | 1     | —     |
|                                                                                            | Канарская коалиция—КНП                           | исп. Coalición Canaria—Partido Nacionalista Canario, CC—PNC     | Ана Орамас                | 1     | ▬     |
|                                                                                            | Группа социалистов Гомеры                        | исп. Agrupación Socialista Gomera, ASG                          | Касимиро Курбело          | 1     | ▲1    |
|                                                                                            |                                                  |                                                                 |                           |       |       |
| Всего                                                                                      | Всего                                            | Всего                                                           | Всего                     | 208   | ▬     |
|                                                                                            |                                                  |                                                                 |                           |       |       |
| Источник: Ministerio del Interior Архивная копия от 30 июня 2016 на Wayback Machine (исп.) |                                                  |                                                                 |                           |       |       |

1. ↑  В том числе, 2 сенатора от Арагонской партии, по 1 сенатору от Союза наваррского народа[исп.] и Астурийского форума
2. ↑  Без Партии социалистов Каталонии
3. ↑  Считая сенаторов от Партии социалистов Каталонии, которые ранее избирались от Соглашения о прогрессе Каталонии
4. ↑  Из них, 12 сенаторов от «Подемос», 2 от Инициативы для Каталонии, по 1 от Инициативы валенсийского народа и «Объединённой левой Галисии»
5. ↑  Коалиция Республиканской левой Каталонии и гражданской платформы «Каталонии — Да»[кат.]
6. ↑  Из них, 5 сенаторов от ДКК и 1 от Демократов Каталонии
7. ↑  Объединённый список выставленный в Наварре коалициями и партиями «Подемос», «Да — будущему[исп.]», «Объединить Страну Басков» и «Левая»
8. ↑  1 от «Да — будущему»
9. ↑  Преемник блока Канарская коалиция—«Новые Канары»—КНП
10. ↑  От Группы независимых Иерро

## Результаты по регионам
Распределение голосов и мандатов за партии и коалиции по регионам Испании. Указаны только партии, набравшие не менее 0,2 % во всей Испании или не менее 0,4 % в автономном сообществе.
| Регион            | Народная партия | Народная партия | Социалисты | Социалисты | «Граждане» | «Граждане» | «Подемос»  | «Подемос» | Народное единство | Народное единство | Защитники животных | Защитники животных | СПД        | СПД   | «Голос»    | «Голос» | Регионалисты | Регионалисты | Всего |
| Регион            | Голоса (%)      | Места           | Голоса (%) | Места      | Голоса (%) | Места      | Голоса (%) | Места     | Голоса (%)        | Места             | Голоса (%)         | Места              | Голоса (%) | Места | Голоса (%) | Места   | Голоса (%)   | Места        | Всего |
| ----------------- | --------------- | --------------- | ---------- | ---------- | ---------- | ---------- | ---------- | --------- | ----------------- | ----------------- | ------------------ | ------------------ | ---------- | ----- | ---------- | ------- | ------------ | ------------ | ----- |
| Андалусия         | 29,1            | 21              | 31,5       | 22         | 13,8       | 8          | 16,9       | 10        | 5,8               | 0                 | 0,9                | 0                  | 0,5        | 0     | 0,2        | 0       | <0,1         | 0            | 61    |
| Арагон            | 31,3            | 6               | 23,1       | 4          | 17,2       | 1          | 18,6       | 2         | 6,2               | 0                 | 0,7                | 0                  | 0,8        | 0,3   | 0          | <0,1 %  | 0            | 0            | 13    |
| Астурия           | 30,1            | 3               | 23,3       | 2          | 13,6       | 1          | 21,4       | 2         | 8,4               | 0                 | 0,7                | 0                  | 0,6        | 0     | 0,3        | 0       | 0            | 0            | 8     |
| Балеары           | 29,1            | 3               | 18,3       | 2          | 14,5       | 1          | 23,1       | 2         | 2,4               | 0                 | 1,1                | 0                  | 0,5        | 0     | —          | —       | 9,7          | 0            | 8     |
| Валенсия          | 31,3            | 11              | 19,8       | 7          | 15,8       | 5          | 25,1       | 9         | 4,2               | 0                 | 0,9                | 0                  | 0,7        | 0     | 0,3        | 0       | 0,4          | 0            | 32    |
| Галисия           | 37,1            | 10              | 21,3       | 6          | 9,1        | 1          | 25,0       | 6         | —                 | —                 | 0,8                | 0                  | 0,5        | 0     | <0,1       | 0       | 4,3          | 0            | 23    |
| Канары            | 28,5            | 5               | 21,2       | 4          | 11,4       | 2          | 23,3       | 3         | 3,1               | 0                 | 1,2                | 0                  | 0,5        | 0     | 0,2        | 0       | 8,7          | 1            | 15    |
| Кантабрия         | 36,9            | 2               | 22,4       | 1          | 15,3       | 1          | 17,9       | 1         | 4,4               | 0                 | 0,8                | 0                  | 0,8        | 0     | 0,3        | 0       | —            | —            | 5     |
| Кастилия-Ла-Манча | 38,1            | 10              | 28,4       | 7          | 13,8       | 1          | 13,7       | 3         | 3,6               | 0                 | 0,7                | 0                  | 0,5        | 0     | 0,3        | 0       | —            | —            | 21    |
| Кастилия-Леон     | 39,1            | 17              | 22,5       | 9          | 15,4       | 3          | 15,1       | 3         | 4,6               | 0                 | 0,6                | 0                  | 0,9        | 0     | 0,3        | 0       | <0,1         | 0            | 32    |
| Каталония         | 11,1            | 5               | 15,7       | 8          | 13,1       | 5          | 24,7       | 12        | —                 | —                 | 1,2                | 0                  | 0,2        | 0     | <0,1       | 0       | 33,0         | 17           | 47    |
| Мадрид            | 33,4            | 13              | 17,8       | 6          | 18,8       | 7          | 20,9       | 8         | 5,3               | 2                 | 0,8                | 0                  | 1,2        | 0     | 0,6        | 0       | —            | —            | 36    |
| Мурсия            | 40,4            | 5               | 20,3       | 2          | 17,7       | 2          | 15,2       | 1         | 3,1               | 0                 | 0,9                | 0                  | 0,8        | 0     | 0,5        | 0       | —            | —            | 10    |
| Наварра           | 28,9            | 2               | 15,5       | 1          | 7,1        | 0          | 23,0       | 2         | —                 | —                 | 0,7                | 0                  | 0,4        | 0     | —          | —       | 18,7         | 0            | 5     |
| Риоха             | 38,3            | 2               | 23,7       | 1          | 15,1       | 0          | 15,8       | 1         | 4,2               | 0                 | 0,7                | 0                  | 0,8        | 0     | —          | —       | —            | —            | 4     |
| Страна Басков     | 11,6            | 2               | 13,3       | 3          | 4,1 %      | 0          | 26,0       | 5         | 2,9               | 0                 | 0,7                | 0                  | 0,3        | 0     | —          | —       | 39,8         | 8            | 18    |
| Эстремадура       | 38,4            | 4               | 36,0       | 5          | 11,4       | 0          | 12,7       | 1         | 3,0               | 0                 | 0,5                | 0                  | 0,4        | 0     | <0,1       | 0       | 0,3          | 0            | 10    |
| Сеута             | 44,9            | 1               | 23,1       | 0          | 13,3       | 0          | 14,1       | 0         | 1,3               | 0                 | 1,1                | 0                  | 0,6        | 0     | —          | —       | 5,4          | 0            | 1     |
| Мелилья           | 43,9            | 1               | 24,6       | 0          | 15,6       | 0          | 11,5       | 0         | 1,3               | 0                 | 1,1                | 0                  | 0,9        | 0     | —          | —       | —            | —            | 1     |
| Всего             | 44,6            | 186             | 28,8       | 110        | 6,9        | 11         | 4,7        | 5         | 0,9               | 0                 | 0,4                | 0                  | 0,4        | 0     |            |         |              | 24           | 350   |

1. ↑  Вместе с Арагонской партией
2. ↑  Вместе с Союзом арагонцев
3. ↑  Вместе с Астурийским форумом
4. ↑  Вместе с Астурийской левой
5. ↑  «Больше для Мальорки» — 7,0 %, «Пи — Предложение для островов» — 2,7 %
6. ↑  Вместе с «Зелёными»
7. ↑  Вместе с коалицией «Компромисс»
8. ↑  «Мы — валенсийцы» — 0,23 %
9. ↑  Партия социалистов Галисии
10. ↑  Вместе с Анова—Националистическое братство, Объединёнными левыми Галисии и рядом муниципальных союзов
11. ↑  «Мы — Галисийские кандидаты» (ГНБ, ГК, ГРФ, КПГН и ПГ) — 4,3 %
12. ↑  Вместе с «Новыми Канарами»
13. ↑  и «Инициатива для Йерро»
14. ↑  КК—КНП — 8,2 %, КЕЛ и «зелёные» — 0,29 %, КПКН — 0,17 %
15. ↑  Канарская коалиция
16. ↑  Вместе с «зелёными»
17. ↑  ПСК
18. ↑  Вместе с «Инициативой для Каталонии—Зелёные», «Объединёнными левых и альтернативой», «Экуо[исп.]» и «Вместе за Барселону»
19. ↑  РЛК — 16,0 %, ДиС[кат.] — 15,1 %, ДСК — 1,7 %, КПКН — 0,2 %
20. ↑  РЛК — 9, ДиС — 8
21. ↑  Вместе с Союзом наваррского народа[исп.]
22. ↑  «Объединить Страну Басков» — 9,9 %, «Да — будущему[исп.]» — 8,7 %, «Свободная Наварра» — 0,2 %
23. ↑  Социалистическая партия Страны Басков-«Левые Страны Басков»
24. ↑  БНП — 24,7 %, «Объединить Страну Басков» — 15,1 %
25. ↑  БНП — 6, «Объединить Страну Басков» — 2
26. ↑  Вместе с
27. ↑  Коалиция Кабальяс

Народная партия выиграла выборы в 13 автономных сообществах из 17 и в 37 провинциях из 50, в том числе в Мадриде, а также в Сеуте и Мелилье, став второй в Андалусии и Эстремадуре, четвёртой в Стране Басков и шестой в Каталонии. Социалисты смогли победить 2 автономных сообществ, заняв второе место в ещё 8 регионах, и заняла первое место в 6 провинциях, в том числе в Севилье). «Подемос» победил в Каталонии и Стране Басков (по количеству голосов), а также в четырёх провинциях (Алава, Гипускоа, Барселона и Таррагона). Баскская националистическая партия в Стране Басков заняла второе место по количеству голосов и первое место по количеству выигранных мандатов, победив в Бискайе. Каталонский блок «Демократия и свобода» стал лишь четвёртым в Каталонии, но смог занять первое место в двух провинциях (Льейда и Жирона). Партия «Граждане» не смогла победить ни в одном сообществе и ни в одной провинции, заняв третьи места в Кастилии-Ла-Манче, Кастилии-Леоне и Мурсии.

## После выборов

### Правительственный кризис
Номинальным победителем выборов 2015 года стала Народная партия премьер-министра Мариано Рахоя, но не имея абсолютного большинства в Конгрессе депутатов, она не смогла сформировать новое правительство без участия других партий, что, в итоге, оказалось невозможным. Так, оппозиционная Испанская социалистическая рабочая партия (ИСРП) отказалась поддержать Рахоя, а партия «Граждане» согласилась поддержать действующего премьер-министра, но при условии, что в формируемой коалиции не будет представителей «Подемос». Положение Народной партии значительно осложнили новые коррупционные скандалы. У второй партии парламента, социалистов, также возникли проблемы с поиском союзников. Лидеры «Подемос» отказались поддерживать кандидатуру главы ИСРП Педро Санчеса, предложив найти независимого кандидата, стоящего над партиями. В свою очередь, социалисты отказались даже вести переговоры с «Подемос», пока она не откажется от идеи провести референдум о самоопределении Каталонии.
В январе 2016 года был заключён союз между ИСРП и Гражданской партией, а «Подемос» всё же согласилась поддержать Санчеса. После этого Народная партия и Рахой отказались от борьбы за пост премьер-министра Испании. В результате, на пост председателя правительства претендовал лидер ИСРП Педро Санчес.
В 1-м раунде голосования для утверждения нового премьер-министра требовалось получить голоса более половины членов нижней палаты парламента. 2 марта 2016 года за Санчеса проголосовали 130 депутатов из 350 (89 социалистов, 40 парламентариев от партии «Граждане» и 1 от партии «Новые Канары»), против — 219 человек от всех остальных партий, кроме депутата от Канарской коалиции, который воздержался от участия в голосовании. 4 марта состоялся второй раунд. На этот раз для утверждения нового главы правительства требовалось большинство от участников голосования. За кандидатуру социалиста Педро Санчеса проголосовал 131 депутат (вновь за него высказались парламентарии от ИСРП, партий «Граждане» и «Новые Канары», а также представитель Канарской коалиции), против, как и двумя днями ранее, голосовали 219 человек от всех остальных партий.
После неудачи Санчеса король Филипп VI решил дождаться появления работоспособной коалиции большинства.
Вначале социалисты попытались сформировать коалицию с Гражданской партией и «Подемос», но безуспешно. После этого была предпринята попытка создать так называемую «Большую коалицию» с участием ИСРП и Народной партии, а также, возможно, и Гражданской партии. Она также закончилась ничем, во многом из-за желания Рахоя возглавить коалиционное правительство.
12 апреля король Филипп VI анонсировал новый и окончательный раунд переговоров на 25—26 апреля. Если ни один из кандидатов по итогам переговоров не получит поддержки большинства, король собирался 2 мая распустить Генеральные кортесы и назначить досрочные выборы на 26 июня.
Руководство «Подемос» предложило сформировать правительство из представителей своей партии и её союзников, а также ИСРП и «Объединённых левых» без участия Гражданской партии. Социалисты отказались нарушать свой договор с союзником. 21 апреля лидер «Граждан» Альберт Ривера призвал лидеров ИСРП и Народной партии поддержать независимого кандидата в качестве премьера. Последную попытку избежать досрочных выборов предприняла 26 апреля валенсийская лево-националистическая коалиция «Компромисс», предложив составить новый кабинет из членов ИСРП, «Подемос» и «Объединённых левых». Социалисты в ответ предложили сформировать на два года кабинет Санчеса, дополненный независимыми.
26 апреля председатель Конгресса депутатов Пачи Лопес сообщил о провале последнего раунда переговоров о формировании нового правительства. 2 мая король Филипп VI объявил о роспуске парламента и назначении досрочных выборов на 26 июня.

### Изменения политической системы
Хотя Народная партия (НП) стала по итогам голосования самой крупной партией испанского парламента в целом, она получила свой самый худший результат с выборов 1989 года. Правоцентристы потеряли треть голосов и мандатов, что стало самой большой потерей правящей партией поддержки с выборов 1982 года. ИСРП не смогла воспользоваться кризисом давних оппонентов, получив свой худший результат после перехода Испании к демократии, потеряв 20 % голосов и мест.
Неудачно выступили и малые партии. «Объединённые левые», даже объединившись с другими левыми партиями, получили наихудший результат в своей истории, потеряв 45 % избирателей и четыре пятых мандатов. «Союз, прогресс и демократия», успешно выступавший на предыдущих выборах, в 2015 году потерпел сокрушительное поражение, потеряв более 85 % голосов и оставшись без представительства в парламенте. Все региональные националистические партии, за исключением Республиканской левой Каталонии и Баскской националистической партии, также понесли потери. Каталонская националистическая коалиция Демократия и свобода, созданная вместо развалившегося альянса «Конвергенция и Союз», потерял около половины сторонников и мандатов. Баскская левопатриотическая коалиция «Левые Страны Басков», пришедшая на смену коалиции «Амайур», недосчиталась трети голосов и более 70 % мест. Канарская коалиция смогла сохранить лишь одно место, наваррский блок «Да — будущему» и Галисийский националистический блок и вовсе остались без представительства в парламенте.
Недоверием избирателей к привычным политическим партиям смогли воспользоваться новички. Левая партия «Подемос», созданная в январе 2014 года, на первых же для себя выборах заняла третье место, завоевав вместе с союзниками более 5 миллионов голосов (20,7 %) и 69 мест, беспрецедентный результат для третьей партии, вплотную приблизившись к ИСРП. «Граждане», центристская партия, базирующаяся в Каталонии с 2006 года, впервые вошли в парламент с 40 местами, хотя и получили значительно меньше, чем прогнозировалось по итогам предвыборных опросов.
Выборы 2015 года показали, что в Испании начался переход от двухпартийной системы к многопартийной системе.